# Cá voi mõm khoằm Perrin
Cá voi mõm khoằm Perrin, tên khoa học Mesoplodon perrini, là một loài động vật có vú trong họ Ziphiidae, bộ Cetacea. Loài này được Dalebout et al. mô tả năm 2002.

## Hình ảnh